# Kvalsund
Kvalsund – norweskie miasto i gmina leżąca w okręgu Finnmark.
Kvalsund jest 37. norweską gminą pod względem powierzchni.

## Demografia
Według danych z roku 2005 gminę zamieszkuje 1080 osób. Gęstość zaludnienia wynosi 0,59 os./km².
Pod względem zaludnienia Kvalsund zajmuje 399. miejsce wśród norweskich gmin.
| ludność stan na 1 stycznia 2005 |         |           |       |
|                                 | kobiety | mężczyźni | razem |
| osób                            | 560     | 520       | 1080  |
| %                               | 51,85%  | 48,15%    | 100%  |

| wykształcenie stan na 1 października 2004 |        |         |        |        |
|                                           | podst. | średnie | wyższe | niezn. |
| osób                                      | 326    | 425     | 124    | 19     |
| %                                         | 36,47% | 47,54%  | 13,87% | 2,13%  |

## Edukacja
Według danych z 1 października 2004:
- liczba szkół podstawowych (norw. grunnskolar): 3
- liczba uczniów szkół podst.: 115

## Władze gminy
Według danych na rok 2011 administratorem gminy (norw. rådmann) jest Oddbjørn Nilsen, natomiast burmistrzem (norw. ordfører, d. norw. borgermester) jest Tor Arvid Myrseth.